# Sangha (Fluss)
Der Sangha, früher auch Ssanga, ist ein rechter Nebenfluss des Kongo in der Republik Kongo.

## Verlauf

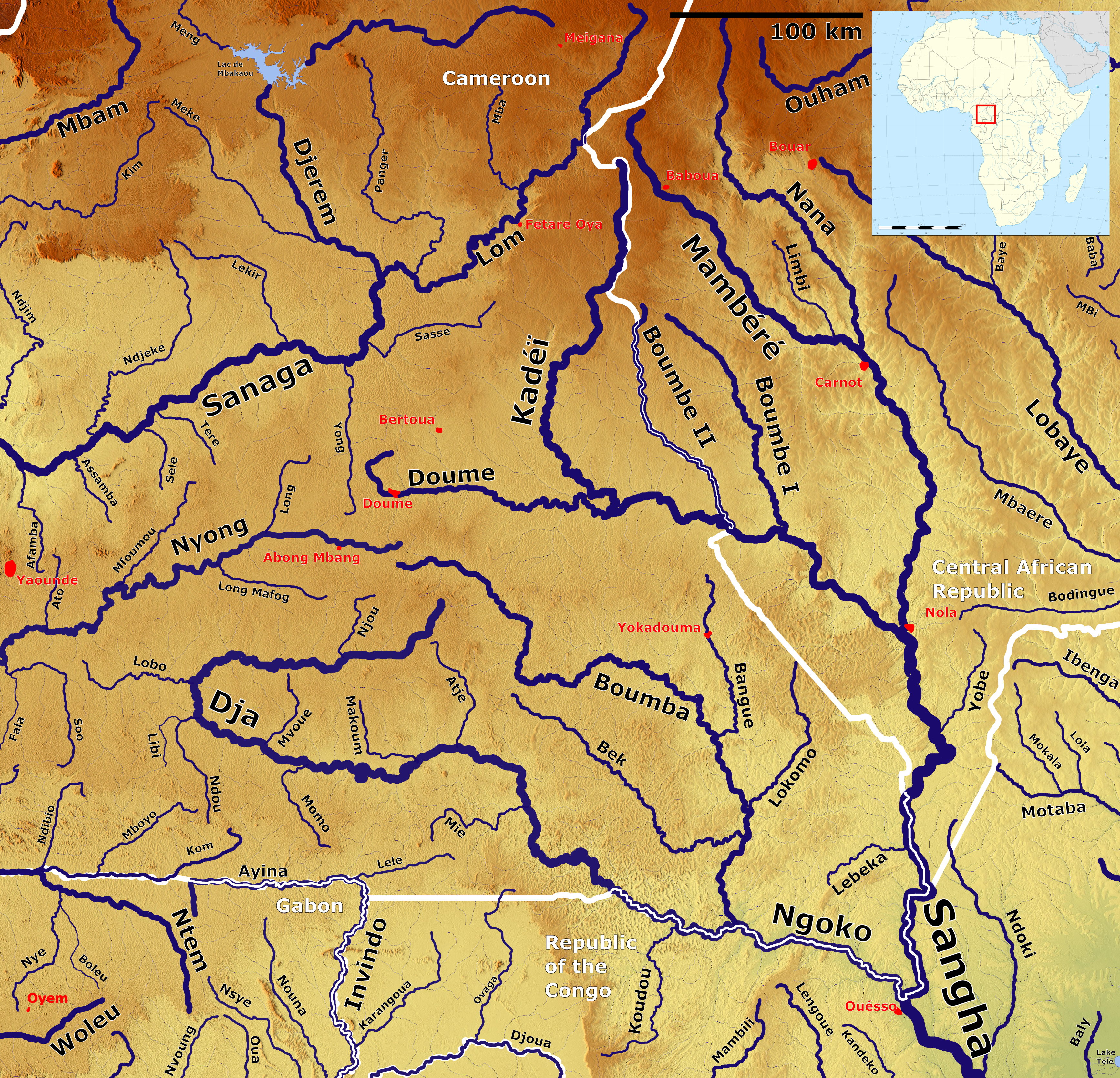
Quellflüsse des Sangha

Er entsteht aus dem Zusammenfluss von Kadéï und Mambéré bei Nola im äußersten Südwesten der Zentralafrikanischen Republik. Von dort fließt er in südliche Richtung. Unterhalb von Salo ist er Grenzfluss zwischen Kamerun und Zentralafrikanischer Republik, beziehungsweise Kamerun und der Republik Kongo. Im Unterlauf ist der Sangha versumpft und verzweigt. Er besitzt dort oft Verbindungen zu anderen Flüssen. Bei Mossaka mündet er in den Kongo. Er teilt sich mit dem Likouala-Mossaka die Mündung.

## Ökologie
Der Sangha ist wichtigste Lebensader für die einheimische Bevölkerung, wie zum Beispiel traditionelle Fischer und Namensgeber des Dzanga-Sangha-Tropenwald-Reservats sowie des Trinationalen Schutzgebiets am Sangha-Fluss, das unter der Bezeichnung Sangha Trinational als Naturerbestätte in das UNESCO-Welterbe aufgenommen wurde.

## Hydrometrie
Durchschnittliche monatliche Durchströmung des Sangha gemessen an der hydrologischen Station in Ouésso, etwa 400 km oberhalb der Mündung in den Kongo in m³/s (1947–1983).
- Diagrammdaten:
- Definition |
- Rohdaten |
- Hilfe